# Serpins

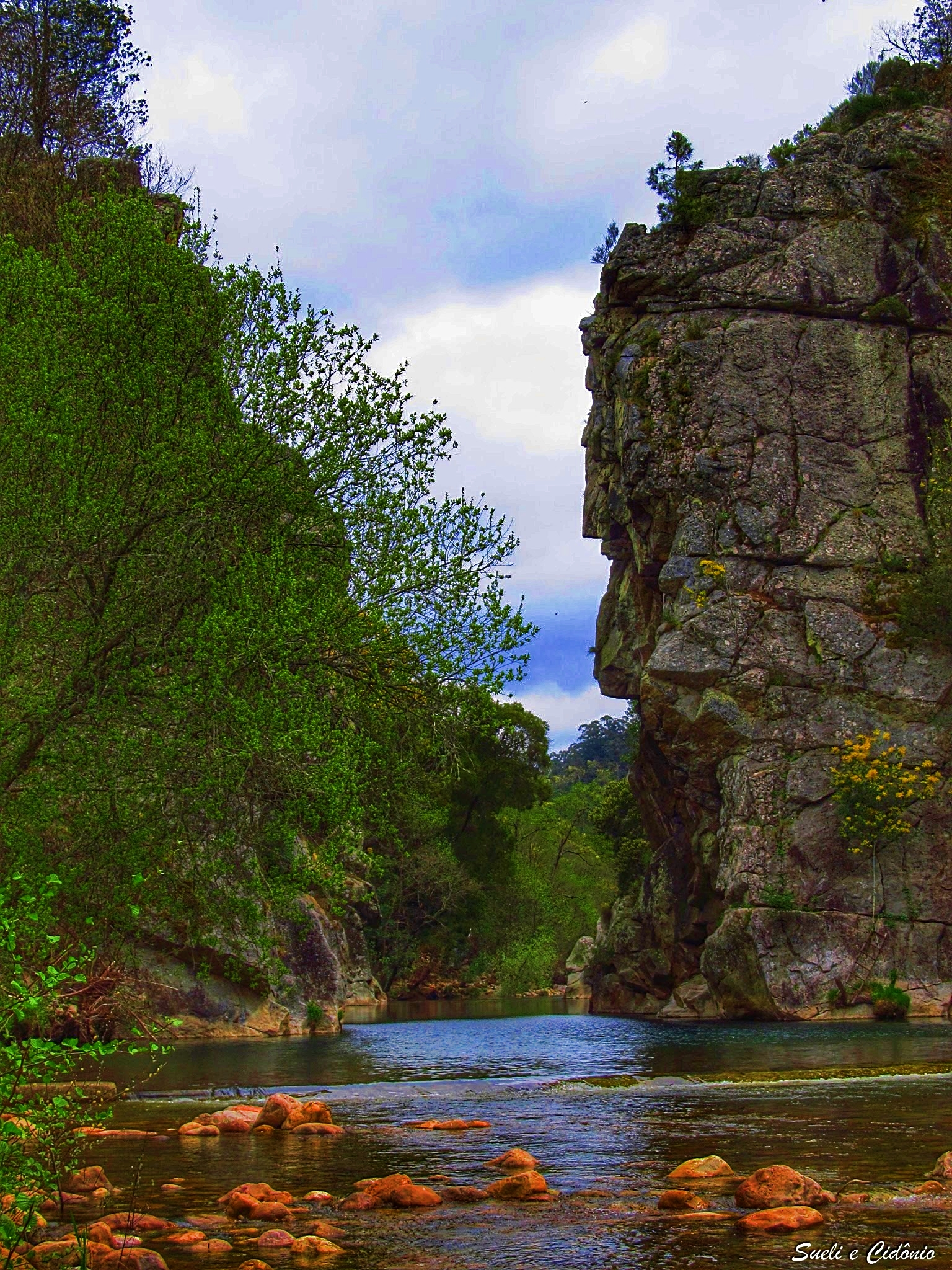
Cabril do Ceira

Serpins é uma vila portuguesa sede da Freguesia de Serpins do Município de Lousã, freguesia com 36,12 km² de área e 1711 habitantes (censo de 2021), tendo, por isso, uma densidade populacional de 47,4 hab./km²
Foi vila e sede de concelho entre 1514 e 1836. Este era constituído apenas pela freguesia da sede e tinha, em 1801, 1712 habitantes.

## Demografia
A população registada nos censos foi:

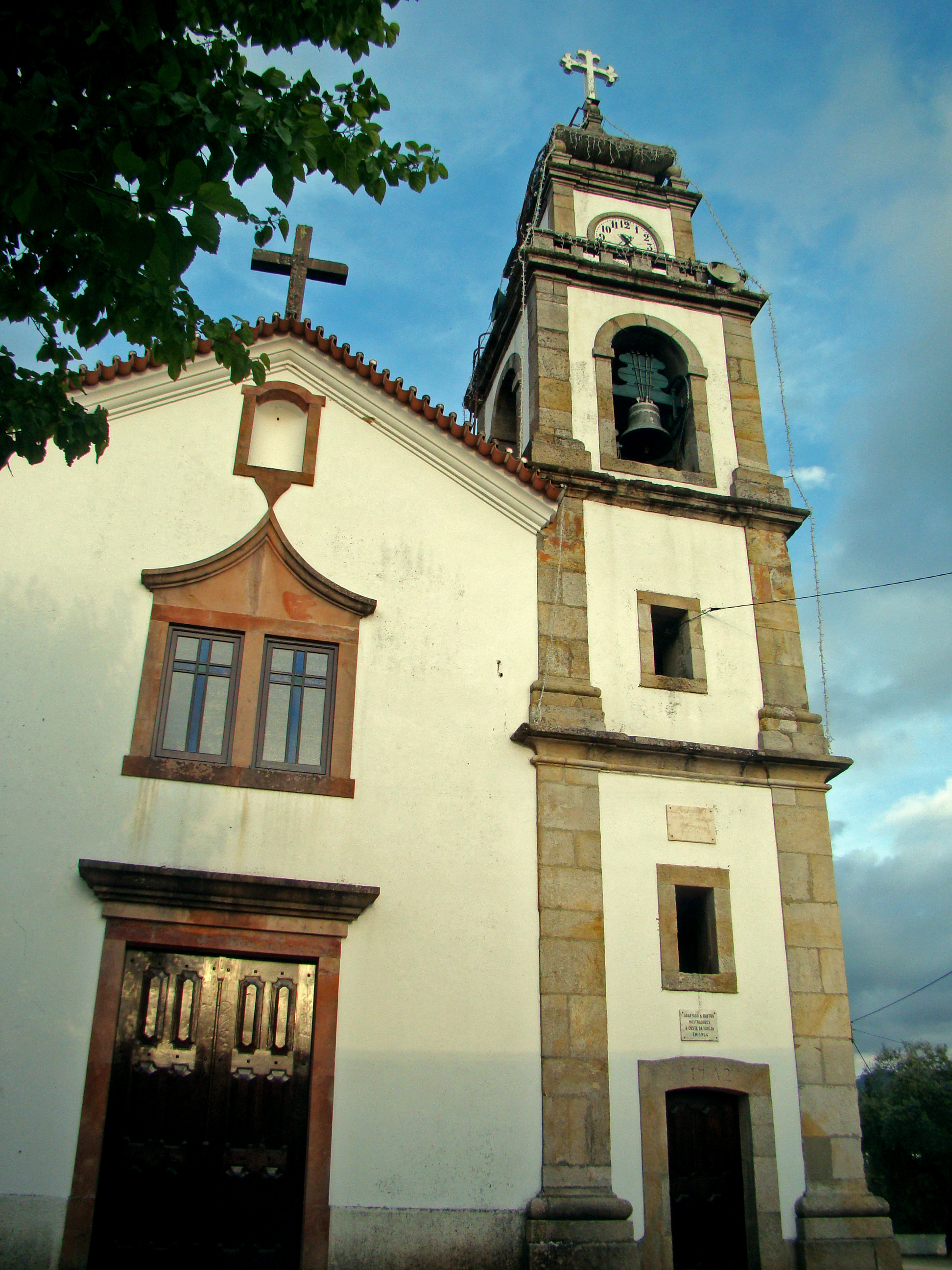
Igreja Matriz

| Distribuição da População por Grupos Etários | Distribuição da População por Grupos Etários | Distribuição da População por Grupos Etários | Distribuição da População por Grupos Etários | Distribuição da População por Grupos Etários |
| -------------------------------------------- | -------------------------------------------- | -------------------------------------------- | -------------------------------------------- | -------------------------------------------- |
| Ano                                          | 0-14 Anos                                    | 15-24 Anos                                   | 25-64 Anos                                   | > 65 Anos                                    |
| 2001                                         | 252                                          | 218                                          | 907                                          | 335                                          |
| 2011                                         | 281                                          | 154                                          | 1028                                         | 339                                          |
| 2021                                         | 217                                          | 159                                          | 888                                          | 447                                          |

## Topónimos
Além da sede, a Freguesia de Serpins engloba as seguintes localidades:
- Alcaide
- Alveite Pequeno
- Amiais
- Avessada
- Bemposta
- Boavista
- Braçal
- Breja
- Cabeceiro
- Cabeço do Lameiro
- Cabril
- Carvalhal
- Casal de São Miguel
- Casa Velha
- Catassilva
- Cevadouro
- Chã
- Codessais
- Cova do Ouro
- Covas
- Eira Barrenta
- Espinhal
- Fonte Fria
- Forcado (metade)
- Golpilhares (metade)
- Infesto
- Lameiro Grande
- Levegadas
- Lomba
- Lomba de Alveite
- Lomba do Moinho
- Maria Mendes
- Matas
- Matinhas
- Moinho Velho
- Moinhos
- Olho Marinho (metade)
- Pereiro
- Póvoa
- Pico
- Quatro Águas
- Quinta
- Ramalhais
- Redoiça
- Relvas
- Ribeira Cimeira
- Ribeira do Conde
- Ribeira dos Casais
- Ribeira Fundeira
- Santo Aleixo
- Santo Ovídio
- Silvares
- Soutelo
- Tapado
- Terra da Gaga
- Turbulhão
- Valada
- Valeiro
- Vale Carvalhos
- Vale da Ursa
- Vale Figueiras

#### Vila de Serpins
- Almas
- Bairro da Estação
- Campos
- Chã de Campos
- Chã de Vale de Madeiros
- Casal de Santo António
- Cova do Barro (ou Vila Cova do Barro)

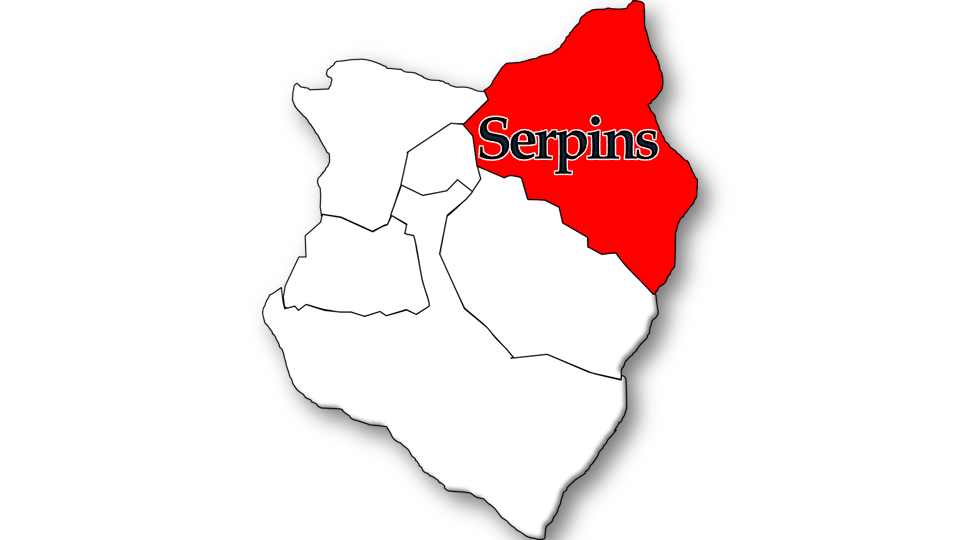
Localização no Município da Lousã

- Feira dos Bois
- Gândara
- Outeiro
- Passal
- Ponte
- Rascoas
- Remolha
- Rodas
- Serobela (ou Serovela)
- Soutelã
- Tojal
- Vale de Madeiros
- Vale Raiz
- Vila

## Património
- Igreja Matriz da Senhora do Socorro
- Capela de São Lourenço
- Igreja Paroquial do Cabeço da Igreja
- Capela de São Sebastião
- Capela da Nossa da Graça
- Capela de São José
- Capela de Santo Aleixo
- Capela de Santo Ovídio
- Ponte Medieval
- Capela de São Pedro

## Pontos de Interesse
- Estação Ferroviária de Serpins
- Fábrica de Papel do Boque
- Mata do Sobral
- Pelourinho de Serpins
- Praia Fluvial da Senhora da Graça
- Açude do Boque
- Cabril - Garganta do Ceira